# Jan Joldea
Jan I Joldea (rum. Ioan Joldea) – hospodar Mołdawii w roku 1552.
Był bojarem mołdawskim. Objął tron mołdawski po śmierci Stefana Raresza, zdołał jednak na nim utrzymać się zaledwie przez kilka dni – został na skutek działań wojewody bełskiego, Mikołaja Sieniawskiego, okaleczony i usunięty przez Aleksandra Lăpușneanu.